# Aegithalos fuliginosus
Aegithalos fuliginosus là một loài chim trong họ Aegithalidae.